# Didàctica
La didàctica és la disciplina científico-pedagògica que té com a objecte d'estudi el procés d'ensenyament-aprenentatge. És per tant la part de la pedagogia que s'ocupa dels sistemes i mètodes pràctics d'ensenyament destinats a plasmar en la realitat les directrius de les teories pedagògiques. Molt vinculada amb altres ciències pedagògiques (com, per exemple, l'organització escolar i l'orientació educativa), la didàctica pretén fonamentar i regular els processos d'ensenyament i aprenentatge. El mot prové del grec didaktikós, “apte per a l'ensenyament.”
Els components que actuen en l'acte didàctic són: 
- El docent o professor,
- El discent o alumne,
- El contingut o matèria,
- El context de l'aprenentatge i
- Les estratègies metodològiques.

La didàctica es pot entendre com pura tècnica o ciència aplicada i com teoria o ciència bàsica de la instrucció, educació o formació.
La didàctica és també art, si ho considerem com la manera d'entendre, transformar i percebre la realitat amb estètica, poètica i forma bella. Així, el caràcter artístic en l'acció ve donat per la seua espontaneïtat, idiosincràsia, dinamicitat, per la seua adaptabilitat a les característiques de cada situació.
Els diferents models didàctics poden ser models teòrics (descriptius, explicatius, predictius) o models tecnològics (prescriptius, normatius).
La història de l'educació mostra l'enorme varietat de models didàctics que han existit. La majoria dels models tradicionals se centraven en el professorat i en els continguts. Els aspectes metodològics, el context i, especialment, l'alumnat, quedaven en un segon pla.
Com resposta al verbalisme i a l'abús de la memorització típica dels models tradicionals, els models actius (característics de l'escola nova) busquen la comprensió i la creativitat, mitjançant el descobriment i l'experimentació. Aquests models solen tenir un plantejament més científic i democràtic i pretenen desenvolupar les capacitats d'autoformació.
Avui dia, l'aplicació de les ciències cognitives a la didàctica ha permès que els nous models didàctics siguin més flexibles i oberts, i mostrin l'enorme complexitat i el dinamisme dels processos d'ensenyament-aprenentatge.
Cal distingir: 
- Didàctica general, aplicable a qualsevol individu.
- Didàctica diferencial, que té en compte l'evolució i característiques de l'individu.
- Didàctica especial, que estudia els mètodes específics de cada matèria o assignatura (com per exemple didàctica de la llengua o de la música)

En resum, els eixos bàsics de la didàctica són:
- Disciplina teòrico-normativa o explicativa-normativa.
- Processos d'ensenyament aprenentatge o educació formal i no formal.
- Aspecte multidimensional de l'objecte d'estudi.
- Relacions personals de comunicació intencional.
- L'aspecte centrar de l'objecte d'estudi de la didàctica és: l'acte didàctic (és la relació bipolar activa entre el docent i l'alumne).
- Instrucció formativa o formació intel·lectual.
- Dins el marc institucional.
- Planificació del currículum, acció prèviament reflexionada.
- És una Ciència de l'Educació, és tècnica, és art.